# 成瀨守
成瀨守（日语：成瀬守）（7月15日—）是日本插畫家和遊戲原畫家。同人活動以「THE FLYERS」名義展開。不定期給《電擊萌王》提供插畫。

## 作品

### 遊戲原畫
MOONSTONE
- 《Gift》2006年
- 《Clear -クリア-》2007年
- 《Clear Crystal Stories》2008年

Sweets
- 《Gift -Prism-》2006年
- 2009年

Navel/Lime
- 《ね〜PON?×らいPON!（日语：ね〜PON?×らいPON!）》2007年

THE FLYERS
- 2008年
- 2008年
- 2009年

あかべぇそふとつぅ
- 《こんぼく麻雀 〜こんな麻雀があったら僕はロン!〜（日语：こんぼく麻雀 〜こんな麻雀があったら僕はロン!〜）》2008年

Cocktail Soft
- 《Piaキャロットへようこそ!!4（日语：Piaキャロットへようこそ!!4）》2009年[5]
- 2011年
- 2012年

Journey
- 《なないろ航路（日语：なないろ航路）》2010年

Sugar Pot
- 《九十九之月》2012年
- 《恋する少女と想いのキセキ〜Poupee de souhaits〜（日语：恋する少女と想いのキセキ〜Poupee de souhaits〜）》2014年[6]

Atelier KAGUYA
- 2013年

PeasSoft
- 2015年

DMM Game
- 2017年[7]

### 小說插畫
美少女文庫
- 青橋由高（日语：青橋由高）著2006年
- 石川千里著2007年
- 天野都（日语：天野都）著2009年
- 鷹羽シン（日语：鷹羽シン）著2010年
- 著2011年

ぷちぱら文庫Creative
- 著2015年
- 著2015年
- 著2016年
- 著2017年
- 著2018年
- 著2019年

## 註腳
1. ↑  . アダルトノベルデータベース.   [2020-05-23]. （原始内容存档于2020-11-15） （日语）.
2. ↑  .   [2020-05-23]. （原始内容存档于2020-11-24） （日语）.
3. ↑  .   [2020-05-23]. （原始内容存档于2020-10-22） （日语）.
4. ↑  .   [2020-05-23]. （原始内容存档于2020-11-30） （日语）.
5. ↑  . おたくま経済新聞. 2010-10-04  [2020-05-23]. 原始内容存档于2010-10-04.
6. ↑  Inc, Aetas. . 4gamer.net. 2015-07-10  [2020-05-23]. （原始内容存档于2020-11-15） （日语）.
7. ↑  Inc, Aetas. . www.4gamer.net. 2017-03-23  [2020-05-24]. （原始内容存档于2020-11-15） （日语）.

## 外部連結
- 成瀨守的X（前Twitter） （日語）
- 成瀨守的pixiv （日語）